# Malki Iskăr (vattendrag)
Malki Iskăr (bulgariska: Малки Искър) är ett vattendrag i Bulgarien.   Det ligger i regionen Vratsa, i den nordvästra delen av landet, 70 km nordost om huvudstaden Sofia.